# Erick Andino
Erick Salvador Andino Portillo (San Pedro Sula, 21 luglio 1989) è un calciatore honduregno, attaccante del Motagua.

## Carriera

### Club
Ha sempre giocato nella massima serie del campionato honduregno.

### Nazionale
Ha esordito con la nazionale honduregna nel 2015.